# Breves Notitiae
Die Breves Notitiae (‚kurze Aufzeichnungen‘) aus der Zeit um 800 sind ein Güterverzeichnis des Erzbistums Salzburg.
Arn, seit 785 Bischof von Salzburg, listete um das Jahr 790 herum die weitverstreuten Stiftungen und Besitztümer, die die Kirche von den Agilolfingern erhalten hatte, in einem Verzeichnis auf, das heute als Notitia Arnonis oder als Indiculus Arnonis bezeichnet wird. Karl der Große bestätigte den Kirchenbesitz wohl im Jahr 791 und veranlasste im Jahr 798 die Erhebung Arns zum Erzbischof und zum Metropoliten der Salzburger Kirchenprovinz durch Papst Leo III. Arn ließ um 798/800 ein weiteres Güterverzeichnis der Salzburger Kirchenprovinz, die Breves Notitiae, erstellen. Über die bloße Aufstellung der Güter hinaus finden sich darin weiterführende historische Informationen zu den bayerischen Herzögen und zu den Salzburger Bischöfen.

## Editionen
- Friedrich Keinz (Hrsg.): Indiculus Arnonis und Breves Notitiae Salzburgenses, nach den bekannten und nach bisher unbenützten Handschriften neu herausgegeben und mit Erläuterungen versehen, E. A. Fleischmann’s Buchhandlung, München 1869 (Digitalisat).
- Fritz Lošek: Notitia Arnonis und Breves Notitiae. Die Salzburger Güterverzeichnisse aus der Zeit um 800: Sprachlich-historische Einleitung, Text und Übersetzung. In: Mitteilungen der Gesellschaft für Salzburger Landeskunde. Band 130, 1989, S. 5–192 (zobodat.at [PDF]).